# District d'Orange Walk
Le district d'Orange Walk est un district au nord-ouest de Belize. La capitale du district est Orange Walk Town. Selon le recensement de 2010, le district d'Orange Walk avait une population de 40 132 habitants.

## Géographie
On trouve également les villes et villages de Carmelita, Guinea Grass Town, San Estevan,Yo Creek, San Jose, San Pablo, Shipyard, Indian Church, San Carlos Trial Farm, San Felipe, August Pine Ridge, San Lazaro, Trinidad et San Roman. Le district d'Orange Walk comprend également les anciennes ruines Maya de Lamanai.
On trouve dans le district deux cours d'eau majeurs, le Río Hondo, qui constitue en partie la frontière avec le Mexique, et la New River. La plus grande étendue d'eau du pays, le New River Lagoon, est également située dans ce district.

## Économie
L'économie du district est basée principalement sur l'agriculture, avec la canne à sucre comme principale culture. Cette monoculture est lentement  en train d'être remplacée par des cultures alternatives (pomme de terre, oignons et soja). Une autre activité en plein essor est le tourisme.

## Population
Le district d'Orange Walk est le troisième plus grand district du pays en superficie. Sa capitale, Orange Walk Town, est aussi appelée "Sugar City" par la population locale. La population du district comporte de nombreux métis Maya, des descendants de réfugiés mexicains qui fuirent en 1840 la Guerre des castes. De nombreux villages du district abritent des communautés de Mennonites Allemands, de créoles, et de mayas ketchi.